# Kirin Kiki
Kirin Kiki  (樹木 希林?, Kiki Kirin), pseudonimo di Keiko Nakatani (中谷 啓子?, Nakatani Keiko; Tokyo, 15 gennaio 1943 – Tokyo, 15 settembre 2018), è stata un'attrice giapponese.

## Biografia
Negli anni sessanta cominciò la sua carriera di attrice esibendosi con la troupe teatrale Bungakuza (文学座?) usando lo pseudonimo Yūki Chiho (悠木 千帆?). Raggiunse poi una certa notorietà come attrice televisiva per le sue apparizioni nella serie Shichinin no mago (七人の孫?), una serie molto popolare in cui recitava anche Hisaya Morishige (森繁久彌?). Il 1º aprile 1977 partecipò a una diretta televisiva organizzata per festeggiare il cambio di nome dell'emittente Tv Asahi da Nihon Kyōiku Terebi (日本教育テレビ?) a Zenkoku Asahi Hōsō (全国朝日放送?). Durante quella trasmissione l'attrice vendette all'asta il suo nome d'arte, Yūki Chiho, per 22.000 yen e scelse il nuovo pseudonimo Kirin Kiki.
Dopo diversi anni passati tra teatro, televisione e cinema, negli anni '80 cominciò a lavorare regolarmente con registi noti, come Kon Ichikawa, Seijun Suzuki e Masahiro Shinoda. Nel 2008 il regista Hirokazu Kore'eda la scelse per il ruolo della matriarca Toshiko Yokoyama nel film Aruitemo aruitemo (歩いても 歩いても?) e, in seguito, la volle nel cast di quasi tutti i suoi film. Proprio grazie alla continua collaborazione con Kore'eda, l'attrice, ormai ultrasessantenne, raggiunse la notorietà anche a livello internazionale.
In Giappone ricevette numerosi riconoscimenti, come il premio alla migliore attrice non protagonista del Yokohama Film Festival nel 2004 ed il premio alla migliore attrice protagonista degli Awards of the Japanese Academy nel 2007, per il suo ruolo in Tokyo Tower: Mom and Me, and Sometimes Dad (東京タワー 〜オカンとボクと、時々、オトン〜?, Tōkyō tawaa ~ okan to boku to, tokidoki, oton ~), film tratto dall'omonima autobiografia di Lily Franky. Nel 2008 fu insignita della medaglia d'Onore con nastro viola dal governo giapponese. Nel 2014 fu nominata cavaliere di IV classe dell'Ordine del Sol Levante.
Morì per un tumore al seno nel 2018.

## Vita privata
Dal 1964 al 1968 Kirin Kiki fu sposata con Shin Kishida (岸田森?, Kishida Shin), un collega attore del Bungakuza. Nel 1973 passò a nuove nozze con il musicista Yūya Uchida (内田 裕也?, Uchida Yuya), dal quale ebbe una figlia, Yayako Uchida (内田也哉子?, Uchida Yayako).

## Filmografia parziale

### Cinema

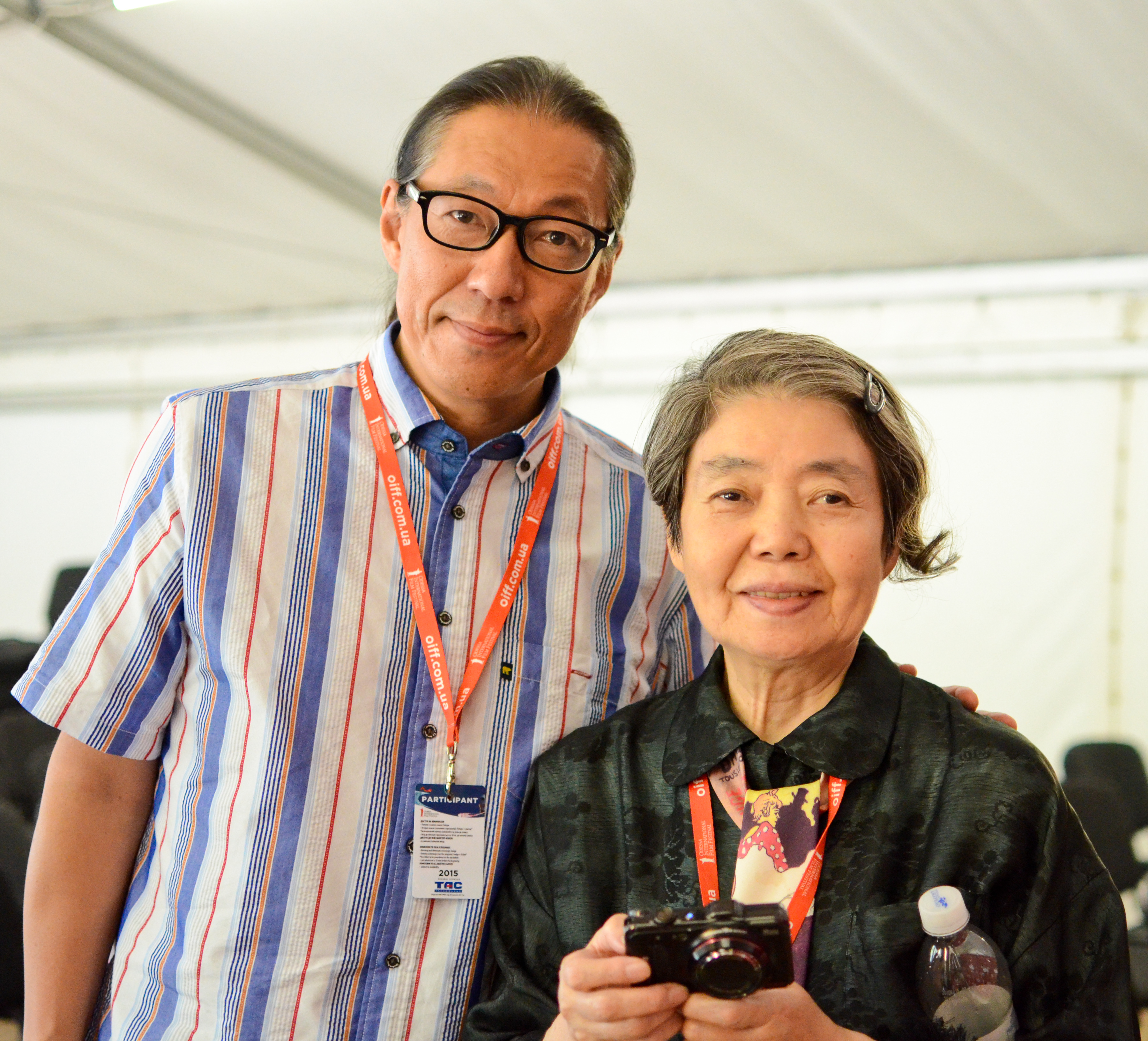
Kirin Kiki con lo scrittore Durian Sukegawa, autore del romanzo da cui è stato tratto Le ricette della signora Toku (Odessa International Film Festival)

- Tenkōsei (転校生?), regia di Nobuhiko Obayashi (1982)
- Pistol Opera, regia di Seijun Suzuki (2001)
- Returner - Il futuro potrebbe essere storia, regia di Takashi Yamazaki (2002)
- Kamikaze Girls, regia di Tetsuya Nakashima (2004)
- Izo, regia di Takashi Mike (2004)
- The Taste of Tea (茶の味?, Cha no Aji), regia di Katsuhito Ishii (2004)
- Han-Ochi (半落ち?), regia di Kiyoshi Sasabe (2004)
- Tokyo Tower: Mom and Me, and Sometimes Dad (東京タワー 〜オカンとボクと、時々、オトン〜?, Tōkyō tawaa ~ okan to boku to, tokidoki, oton ~), regia di Joji Matsuoka (2007)
- Aruitemo aruitemo, regia di Hirokazu Kore'eda (2008)
- Akunin, regia di Lee Sang-il (2010)
- Arrietty - Il mondo segreto sotto il pavimento, regia di Hiromasa Yonebayashi (2010) - Haru
- Ghost: Mouichido Dakishimetai (ゴースト もういちど抱きしめたい?), regia di Taro Otani (2010)
- I Wish (奇跡?, Kiseki), regia di Hirokazu Kore'eda (2011)
- Waga haha no ki (わが母の記?), regia di Masato Harada (2011)
- Hanezu no tsuki, regia di Naomi Kawase (2011)
- Tsunagu (ツナグ?), regia di Yūichirō Hirakawa (2012)
- Father and Son (そして父になる?, Soshite Chichi ni Naru), regia di Hirokazu Kore'eda (2013)
- Kakekomi (駆込み女と駆出し男?) regia di Masato Harada (2015)
- Le ricette della signora Toku, regia di Naomi Kawase (2015)
- Little Sister, regia di Hirokazu Kore'eda (2015)
- Ritratto di famiglia con tempesta, regia di Hirokazu Kore'eda (2016)
- Mori no iru basho (モリのいる場所?), regia di Shūichi Okita (2018)
- Un affare di famiglia (Manbiki kazoku), regia di Hirokazu Kore'eda (2018)

### Televisione
- Shichinin no mago (七人の孫?) - serie TV, (1964-1966)
- Jikan desu yo (時間ですよ?) - serie TV, (1970)[11]
- Terauchi Kantarōikka (寺内貫太郎一家?) - serie TV, (1974-1975)
- Downtown Tantei-gumi '91 (ダウンタウン探偵組'91?) - serie TV, (1991)[11]
- Kagayake! Rintaro (輝け！隣太郎?) - serie TV, (1995)
- Glass no Kakeratachi (硝子のかけらたち?) - serie TV, (1996)
- Aoi Tokugawa Sandai (葵 徳川三代?) - serie TV, (2000)

## Doppiatrici italiane
Nelle versioni in italiano nelle opere in cui ha recitato, Kirik Kiki è stata doppiata da:
- Graziella Polesinanti in Le ricette della signora Toku, Little Sister, Ritratto di famiglia con tempesta, Un affare di famiglia
- Stefanella Marrama in Returner - Il futuro potrebbe essere storia

Come doppiatrice, è sostituita da:
- Doriana Chierici in Arietty - Il mondo segreto sotto il pavimento

## Riconoscimenti
- Awards of the Japanese Academy
  - 2005 – Candidatura a miglior attrice non protagonista per Han-Ochi (半落ち)
  - 2007 – Miglior attrice protagonista per Tokyo Tower: Mom and Me, and Sometimes Dad
  - 2009 – Candidatura a miglior attrice non protagonista per Aruitemo aruitemo
  - 2011 – Miglior attrice protagonista per Akunin
  - 2013 – Miglior attrice protagonista per Waga haha no ki (わが母の記’)
  - 2016 – Candidatura a miglior attrice protagonista per Le ricette della signora Toku
- Yokohama Film Festival
  - 2004 – Miglior attrice non protagonista per Han-Ochi (半落ち), Hotaru no hoshi (ほたるの星) e Kamikaze Girls
  - 2015 – Gran Premio speciale[12]
- Nikkan Sports Film Awards
  - 2007 – Miglior attrice non protagonista per Tokyo Tower: Mom and Me, and Sometimes Dad
  - 2012 – Miglior attrice non protagonista per Waga haha no ki (わが母の記’) e Tsunagu (ツナグ)
- Asian Film Awards
  - 2016 – Premio alla carriera[13][14]
- Tokyo International Film Festival
  - 2015 – ARIGATŌ Award[15]